# Palpitación precordial
Una palpitación es un tipo de trastorno del ritmo cardíaco que se caracteriza por las contracciones del músculo cardíaco en el pecho: latidos duros o irregulares. Puede asociarse con la ansiedad y no necesariamente indica una anormalidad estructural o funcional del corazón, pero puede ser un síntoma que surge de un latido rápido e irregular.
La palpitación puede ser intermitente, con frecuencia y duración variable o continua. Algunos síntomas que lo pueden acompañar incluyen resfríos, dificultad para respirar, dolor de cabeza, dolor en el pecho, mareos y sudoración.

## Palpitaciones cardíacas
Son sensaciones de latidos cardíacos que se perciben como si el corazón estuviera latiendo con violencia o acelerando. A veces pueden acompañarse de angustia. El ritmo cardíaco puede ser normal o anormal y las palpitaciones pueden sentirse en el pecho, la garganta o el cuello, ya que las arterias de dicha zona reciben un flujo sanguíneo mayor, y así las venas una recolección mayor de sangre.

## Consideraciones generales
Normalmente, el corazón late entre 60 y 100 veces por minuto. En las personas que hacen ejercicio habitualmente o que toman medicamentos para reducir el ritmo cardíaco, la frecuencia puede caer por debajo de 55 latidos por minuto.
Si la frecuencia cardíaca es muy rápida (más de 100 latidos por minuto), se denomina taquicardia, mientras que una frecuencia cardíaca lenta se denomina bradicardia. Un latido cardíaco adicional se conoce como extrasístole.
Las palpitaciones a menudo no son graves. Sin embargo, depende de si las sensaciones representan un ritmo cardíaco anormal (arritmia) o no. Las siguientes afecciones aumentan la probabilidad de tener un ritmo cardíaco anormal:
- Cardiopatía conocida en el momento en que las palpitaciones comienzan
- Factores de riesgo significativos para cardiopatía
- Una válvula cardíaca anormal
- Una anomalía electrolítica en la sangre, por ejemplo, un nivel bajo de potasio.

## Causas comunes
Las palpitaciones cardíacas pueden ser causadas por:
- Anemia
- Ansiedad, estrés o miedo
- Cafeína
- Ciertos medicamentos, incluyendo aquellos para tratar la enfermedad tiroidea, el asma, la hipertensión arterial o los problemas cardíacos
- Cocaína
- Pastillas para hacer dietas
- Ejercicio
- Fiebre
- Hiperventilación
- Bajos niveles de oxígeno en la sangre
- Valvulopatía cardíaca, incluyendo prolapso de la válvula mitral
- Nicotina
- Hiperactividad de la tiroides
- Las palpitaciones pueden ser un síntoma de un síndrome de activación mastocitaria (MCAS).[1][2]

## Prevención
Se debe tratar de reducir el estrés y los factores de riesgo para la enfermedad cardíaca o cardiopatía:
- No fumar.
- Alimentación bien balanceada, baja en grasas.
- Hacer ejercicio de manera regular.
- Reducir el estrés. Por ejemplo, mediante yoga, tai chi o meditación.
- Asegurarse de que la presión arterial y el colesterol estén bajo control.

La reducción de la ingesta de cafeína y otros estimulantes a menudo disminuirá significativamente las palpitaciones cardíacas.
Reducir el estrés y la ansiedad también puede ayudar a disminuir la frecuencia o intensidad de las palpitaciones cardíacas. También se pueden ensayar ejercicios de respiración o relajación profunda (un proceso de tensionar paso a paso y luego relajar cada grupo muscular en el cuerpo) para cuando ocurran las palpitaciones. Del mismo modo, practicar yoga o tai chi de manera regular puede reducir la frecuencia de las palpitaciones.

## Tratamiento

### Tratamientos no médicos
Calmarse suele ser recomendado. Además, conviene no quedar recibiendo efectos que provengan del exterior y provoquen palpitaciones.
Si las palpitaciones son simplemente una aceleración del ritmo de los latidos del corazón que inquieta al paciente, pero su corazón y su salud general se mantienen suficientemente estables, es posible ralentizar ese ritmo directamente, desacelerándolo mediante unas maniobras físicas, las cuales son llamadas maniobras vagales.
En cualquier caso, si la causa de las palpitaciones es un problema de salud crónico (permanente), las palpitaciones volverían un tiempo después, hasta que su causa sea corregida médicamente. Conviene mantener un registro de la frecuencia de las palpitaciones, el momento en el que se presentan, el tiempo que duran, su frecuencia cardíaca en el momento en que éstas ocurren y lo que está sintiendo en ese momento. Esta información puede ayudarle al médico a entender tanto la gravedad como la causa subyacente.
El padecer síntomas adicionales (dificultad respiratoria, dolor torácico, sudoración inusual, vértigo o mareo), o una irregularidad grave en los latidos, podría indicar que el problema es mayor, lo que requeriría llamar a los servicios médicos de emergencia (hay una lista con sus números de teléfono aquí). Si las palpitaciones son de una gravedad tal que parece que el paciente va a quedarse en paro cardíaco inmediatamente, es recomendable solicitar un aparato desfibrilador (el cual está presente en muchos lugares), para intentar realizar una desfibrilación.

### Tratamientos médicos
El médico elaborará la historia clínica, llevará a cabo un examen físico y efectuará un ECG (electrocardiograma).
Los exámenes de diagnóstico que pueden realizarse son:
- Electrocardiografía
- Monitoreo cardíaco ambulatorio (por ejemplo, usar un monitor Holter durante 24 horas u otro tipo de monitor por dos semanas o más)
- Ecocardiografía
- Estudio electrofisiológico (EEF)
- Angiografía coronaria

Los tratamientos médicos pueden incluir medicamentos y cirugía.

## Nombres alternativos
Sensaciones de latidos cardíacos; latidos cardíacos irregulares; palpitaciones; latidos cardíacos fuertes o acelerados.